# Prowincja Mila
Prowincja Mila (arab. ولاية ميلة) – jedna z 48 prowincji Algierii, znajdująca się w północnej części kraju. Centrum administracyjne: miasto Mila.

## Dystrykty
1. Aïn Beida Harriche
2. Bouhatem
3. Chelghoum Laïd
4. Ferdjioua
5. Grarem Gouga
6. Mila (dystrykt)
7. Oued Endja
8. Rouached
9. Sidi Merouane
10. Tadjenanet
11. Tassadane Haddada
12. Teleghma
13. Terrai Bainem